# Хумани капитал
Хумани капитал је кумулативно знање, вештине, вредности, квалитетни лични односи и други ресурси којима располаже одређено друштво. Развија се улагањем државе у побољшање квалитета живота људи кроз јавни систем образовања, здравствене и социјалне програме, програме запошљавања и додатне едукације запослених који ултимативно доприносе економски снажнијем и социјално здравијем друштву.